# Giovanni Negri
Giovanni Negri (Torino, 16 maggio 1957) è un imprenditore, politico e scrittore italiano, negli anni '80 segretario del Partito Radicale e successivamente europarlamentare.

## Biografia
Giovane attivista del Partito Radicale e "beniamino" di Marco Pannella, quest'ultimo già nel 1979 lo propose alla segreteria del PR ma l'opposizione interna, guidata da Giulio Ercolessi e Giuseppe Ramadori, ottenne quasi il 50% dei voti e impedì a Negri di ottenere l'incarico: al suo posto venne eletto Giuseppe Rippa. Negri comunque sarebbe stato posto alla guida del movimento cinque anni dopo, rimanendovi fino al 1988.

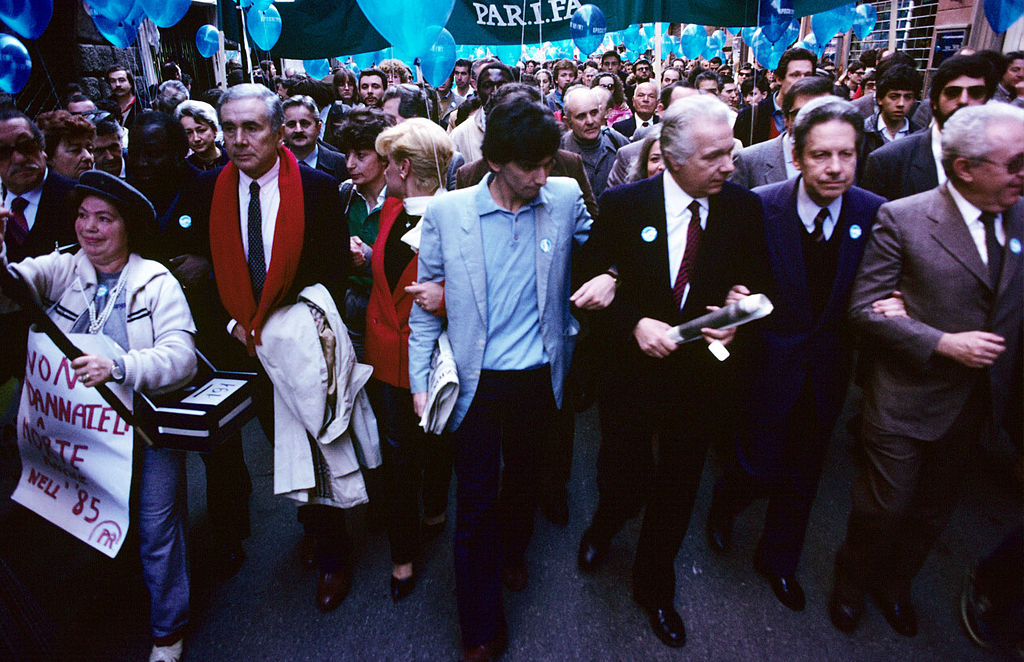
Roma, Marcia della Pace (1985): Enzo Tortora, Adelaide Aglietta (dietro), Giovanni Negri, Loris Fortuna, Flaminio Piccoli, Giuseppe Zamberletti

Nell'aprile di quell'anno subentrò al Parlamento europeo, dopo essere stato candidato alle elezioni del 1984 per la lista del Partito Radicale. È stato membro della Commissione per la protezione dell'ambiente, la sanità pubblica e la tutela dei consumatori e della Delegazione per le relazioni con la Jugoslavia. Nel 1989 si candida nelle liste del Partito Socialista Democratico Italiano nelle isole, ma non viene eletto. Nel 1995 si candida in un'elezione suppletiva alla Camera nel collegio di Padova - Selvazzano Dentro: sostenuto dal centrodestra, ottiene il 42.9% e viene sconfitto dal rappresentante del centrosinistra Giovanni Saonara.
Successivamente abbandona la politica e si dedica completamente alla produzione di vino a Serradenari (frazione di La Morra), nelle Langhe piemontesi.
Attualmente è Amministratore delegato di Le Stazioni di Montalcino 1865 srl, la società che dà vita in Italia al Treno del Vino. Nel dicembre 2010 ha pubblicato per Einaudi editore il suo primo romanzo giallo, dal titolo Il sangue di Montalcino.
Torna in campo in vista delle elezioni politiche del 2018 con Energie per l'Italia di Stefano Parisi.

## Pubblicazioni
- "Il sangue di Montalcino", Einaudi editore, dicembre 2010
- "Prendete e bevetene tutti. Una indagine del commissario Cosulich", Einaudi editore, dicembre 2012
- "Il vigneto Da Vinci. Una indagine del commissario Cosulich", Piemme editore, gennaio 2015
- "l'illuminato" vita a morte di Marco Pannella e dei Radicali, Feltrinelli editore, febbraio 2017